# حلويين (أولاد كنون)
حلويين هو دُوَّار يقع بجماعة سيدي رضوان، إقليم وزان، جهة طنجة تطوان الحسيمة في المملكة المغربية. ينتمي الدوّار لمشيخة أولاد كنون التي تضم 13 دوار. يقدر عدد سكانه بـ 1341 نسمة حسب الإحصاء الرسمي للسكان والسكنى لسنة 2004.

## روابط خارجية
- البوابة الوطنية للجماعات الترابية نسخة محفوظة 12 مارس 2018 على موقع واي باك مشين.
- المندوبية السامية للتخطيط